# Padã-Arã
Padã-Arã é uma região de pradarias em torno de Harã, na alta Mesopotâmia, também conhecida como Planície de Arã, localizada entre os rios Eufrates e Habur.

## História
No tempo dos patriarcas bíblicos, Padã-Arã era uma região importante, pois era caminho para caravanas e um importante centro mercantil.
- Abraão viveu em Padã-Arã antes de se mudar para Canaã.
- Jacó foi a Padã-Arã para fugir da raiva de seu irmão Esaú. Foi para casa de Labão, para o qual trabalhou para ter suas filhas como esposas.